# Ludwig Rhumbler
Johann Ludwig Rhumbler (* 3. Juni oder 3. Juli 1864 in Frankfurt am Main; † 6. Juni, 3. Juli oder 6. Juli 1939 in Hann. Münden) war ein deutscher Zellbiologe und Forstentomologe, der insbesondere durch seine Forschungen zum Protoplasma und zur Mikropaläontologie bekannt wurde.

## Leben
Nach dem Abitur begann Ludwig Rhumbler 1884 zunächst ein Studium der Germanistik an der Philipps-Universität Marburg, schwenkte aber kurz darauf um auf Physik und Biologie an der Friedrich-Wilhelms-Universität zu Berlin sowie der Kaiser-Wilhelm-Universität Straßburg. In Marburg wurde er Mitglied der Burschenschaft Alemannia. Nach seiner Promotion zum Dr. phil. mit der Dissertationsschrift Die verschiedenen Cystenbildungen und die Entwicklungsgeschichte der holotrichen Infusoriengattung Colpoda 1888 wurde er zunächst Wissenschaftlicher Assistent am Zoologischen Institut der Kaiser-Wilhelm-Universität Straßburg und war danach von 1890 bis 1892 Assistent an der Sektion für Küsten- und Hochseefischerei in Oldenburg.
1892 erfolgte seine Habilitation an der Georg-August-Universität Göttingen bei Professor Ernst Ehlers. In Göttingen trat er auch der Burschenschaft Hannovera bei. Danach war er zwischen 1892 und 1906 zunächst Privatdozent sowie zuletzt Titularprofessor am Zoologisch-Zootomischen Institut der Georg-August-Universität Göttingen. Während dieser Zeit beschrieb er als Erster 1896 die Amöbengattung Pontigulasia sowie 1904 die Familie Allogromiidae aus dem Reich der Protisten. Außerdem legte er grundlegende Arbeiten auf dem Gebiet der theoretischen Zoologie vor, besonders zur Zellmechanik.
1906 nahm Ludwig Rhumbler den Ruf auf eine Professur für Zoologie an der Königlich Preußischen Forstakademie Hannoversch Münden an. Dort leitete er bis zur Emeritierung 1929 das Institut für Zoologie und forschte in diesen Jahren verstärkt auf dem Gebiet der Forstentomologie. So veröffentlichte er Arbeiten über Maikäfer, die Buchenwollschildlaus und den Kiefernspanner. Bedeutend waren auch seine Untersuchungen über die Entwicklungsmechanik des Cervidengeweihs.
Als die Forstakademie 1923 in eine Hochschule mit Wahlrektorat, Promotions- und Habilitationsrecht umgewandelt wurde, wählte man Rhumbler zu ihrem ersten Rektor. Er trug in den Folgejahren wesentlich zum hohen Ansehen der Forstlichen Hochschule Münden bei. Rhumbler war unter anderem Doktorvater von Fritz Schwerdtfeger.
Daneben war er einige Jahre Mitglied des Vorstandes der Deutschen Zoologischen Gesellschaft (DZG) als Erster Vizepräsident von 1924 bis 1925 und 1927 sowie als Präsident 1926. 1927 wurde er zum korrespondierenden Mitglied der Göttinger Akademie der Wissenschaften gewählt.
Rhumbler, Anhänger einer mechanistischen Auffassung vom Lebensgeschehen, suchte für elementare Lebensvorgänge eine rein physikalische Erklärung. Schwerpunkte seiner Forschungen waren die Themengebiete Protoplasma und Mikropaläontologie. Seine Arbeiten auf dem Gebiet der Zellforschung waren in vieler Hinsicht eine Fortsetzung sowie ein folgerichtiger Ausbau der Forschungen von Otto Bütschli. Zugleich weckte dieser auch Rhumblers Interesse zur Erforschung der Protozoen.
Ludwig Rhumblers wissenschaftliche Leistungen sind mehrfach gewürdigt worden, darunter mit der Ehrenpromotion der Forstlichen Hochschule Eberswalde.

## Schriften
Neben seiner Lehr- und Forschungstätigkeit veröffentlichte Rhumbler auch Fachbücher. Zu seinen wichtigsten Veröffentlichungen gehören Die anomogene Oberflächenbespannung des lebenden Zelleibes (1905), Die Foraminiferen (Thalamophoren) der Plankton-Expedition (2 Bände, 1909 und 1913) sowie Die Buchenrinden-Wolllaus (Cryptococcus fagi) und ihre Bekämpfung (1914).
Zusammen mit Helene Rhumbler besorgte er 1909 unter dem Titel Experimentelle Zoologie die deutsche Ausgabe des Buches von Thomas Hunt Morgan. Darüber hinaus war er Bearbeiter und Herausgeber der dritten (1922) und vierten (1927) Auflage der von Otto Nüsslin 1905 verfassten Forstinsektenkunde. Darin arbeitete er die von ihm entwickelten Bionomieformeln ein, die er 1918 in der Zeitschrift für angewandte Entomologie vorgeschlagen hatte.